# Petra Müller
Petra Müller, mariée Schersing et née le 18 juillet 1965 à Quedlinburg (Saxe-Anhalt), est une ancienne athlète est-allemande spécialiste des courses de sprint et vice-championne olympique. Elle a gagné huit médailles lors de compétitions internationales majeures.
Aux Jeux olympiques d'été de 1988 à Séoul, elle a remporté la médaille d'argent du 400 m se plaçant sur le podium entre les deux Soviétiques Olga Bryzgina et Olga Nazarova. En relais 4 × 400 m, elle a remporté le bronze avec Dagmar Neubauer, Kirsten Emmelmann et Sabine Busch.
Petra Müller faisait partie du SC Chemie Halle et s'entrainait sous la direction de Harald Werner. Elle s'est mariée avec le coureur de 400 m Matthias Schersing. En compétition, elle avait un poids de forme de 65 kg pour une taille de 1.80 m. Après la fin de la RDA, elle est devenue physiothérapeute.

## Palmarès

### Jeux olympiques d'été
- Jeux olympiques d'été de 1988 à Séoul ( Corée du Sud)
  -  Médaille d'argent sur 400 m
  -  Médaille de bronze en relais 4 × 400 m

### Championnats du monde d'athlétisme
- Championnats du monde d'athlétisme de 1987 à Rome ( Italie)
  -  Médaille d'argent sur 200 m
  -  Médaille d'or en relais 4 × 400 m

### Championnats d'Europe d'athlétisme
- Championnats d'Europe d'athlétisme de 1986 à Stuttgart ( Allemagne de l'Ouest)
  -  Médaille de bronze sur 400 m
  -  Médaille d'or en relais 4 × 400 m
- Championnats d'Europe d'athlétisme de 1990 à Split ( Yougoslavie)
  -  Médaille d'argent sur 400 m
  -  Médaille d'or en relais 4 × 400 m

### Championnats d'Europe d'athlétisme en salle
- Championnats d'Europe d'athlétisme en salle de 1986 à Madrid ( Espagne)
  -  Médaille d'argent sur 400 m
- Championnats d'Europe d'athlétisme en salle de 1988 à Budapest ( Hongrie)
  -  Médaille d'or sur 400 m

### Championnats d'Europe Junior d'athlétisme
- Championnats d'Europe Junior d'athlétisme de 1983 à Schwechat ( Autriche)
  -  Médaille d'or sur 400 m
  -  Médaille d'or en relais 4 × 400 m

## Sources
- (de) Cet article est partiellement ou en totalité issu de l’article de Wikipédia en allemand intitulé « Petra Müller (Leichtathletin) » (voir la liste des auteurs).